# Битва при Нефельсе
Битва при Нефельсе — сражение первой Швейцаро-австрийской войны, произошедшее 9 апреля 1388 года у города Нефельс кантона Гларус, во время которого швейцарское ополчение нанесло тяжёлое поражение австрийскому рыцарскому войску.

## Предпосылки
Против возрастающего могущества Австрии в 1385 году на сейме в Констанце был заключен мирный договор между некоторыми союзными землями Швейцарии (Берн, Цюрих, Люцерн, Цуг) и городами Швабии (Базель, Золотурн). Однако, когда Австрия перешла в наступление, швейцарцы были оставлены без помощи.
В 1386 году произошла битва при Земпахе, в которой ополчение Швейцарской конфедерации разгромило рыцарскую армию Леопольда III Габсбурга. Поражение при Земпахе стал ещё одним шагом к признанию Габсбургами фактической независимости Швейцарской конфедерации.
Через несколько недель после битвы при Земпахе силы конфедерации атаковали и осадили селение Габсбургов Везен, на озере Валензе. В следующем году войска Гларуса уничтожили крепость Виндегг (нем. Windegg). После чего, 11 марта 1387 года, городской совет объявил Гларус независимым от контроля Габсбургов.
В ответ на это, в ночь с 21 на 22 февраля 1388 года, австрийская армия напала на Везен и выбила оттуда силы конфедерации. В начале апреля два соединения австрийской армии двинулись к Гларусу, отрезанному от основных сил конфедерации. Во главе первого, насчитывающего около 5000 солдат, стояли граф Донат фон Тоггенбург (нем. Donat von Toggenburg) и рыцарь Петер фон Торберг (нем. Peter von Thorberg). Второе соединение (около 1500 человек) под командованием графа Ганса фон Верденберг-Зарганса (нем. Hans von Werdenberg-Sargans) двигалось через альпийский перевал Керенцерберг.

## Ход сражения
9 апреля 1388 года армия Тоггенбурга и Торберга атаковала и захватила укрепления вокруг Нефельса, гарнизон которого некоторое время успешно защищался, но был вынужден отступить перед превосходящими силами противника. На стороне швейцарцев были только местный гарнизон Гларуса (около 400 человек) и отряды в несколько десятков солдат из немецких районов Ури и Швица. Швейцарцы отступили в близлежащие холмы (высоты Раухберг). Скатывая большие камни, они расстроили походные ряды австрийцев. Видя оказываемое сопротивление, австрийские солдаты в большинстве своём принялись грабить и разорять близлежащие деревни и фермы, от чего армия рассредоточилась.
К вечеру начался снегопад и опустился туман. Воспользовавшись погодой, швейцарцы напали на мародерствующих австрийцев. После короткого боя, разрозненные австрийцы обратились в бегство по направлению к Везену. Неорганизованное отступление привело к обрушению моста через Мааг (англ. Maag или Линт, в результате чего немалая часть австрийцев оказалась в воде, где многие утонули.
Видя бегство основных сил, соединение Верденберг-Зарганса отступило к деревне Беглинген (англ. Beglingen, в настоящее время принадлежит муниципалитету Моллис).
В результате сражения в армии Гларуса и конфедерации насчитывалось около 54 убитых, которые были захоронены в приходской церкви Моллиса. Потери армии Габсбургов не столь хорошо известны, и разнятся от нескольких сотен до 1700 убитых (иногда даже 80 рыцарей и 2200 солдат).
Известно, что в битве при Нефельсе погиб брат Бильгери фон Вагенберга (нем. Bilgeri von Wagenberg), аббата Рюти, вследствие чего он подавал прошение городскому совету Гларуса с просьбой захоронить убитых на австрийской земле. Он добился своего только спустя 20 месяцев после битвы, и 29 ноября 1389 года 20 (или 180) тел погибших при Нефельсе австрийцев были перезахоронены в хоре церкви в Рюти.

## Последствия
Битва при Нефельсе считается последней битвой швейцарско-австрийского конфликта, продолжавшегося на протяжении большей части XIV века. В 1394 году было подписано мирное соглашение, по которому австрийский герцог Альбрехт III признал фактическую независимость швейцарских кантонов от Австрии.

## День памяти
Ежегодно, в первый четверг апреля жители кантона Гларус празднуют победу в сражении при Нефельсе, этот день является официальным праздником кантона. В память об этом событии жители идут к месту битвы торжественной процессией, состоящей из музыкантов, барабанщиков, солдат, представителей католической и протестантской церквей. Процессия несколько раз останавливается с целью исполнения различных церемониалов, в одном из которых торжественно зачитываются имена солдат, погибших в этом сражении.